# Bimalka
Bimalka (arab. بملكة) – wieś w Syrii, w muhafazie Tartus. W 2004 roku liczyła 817 mieszkańców. Jest to miejscowość tradycyjnie chrześcijańska, zamieszkana przez wyznawców prawosławia.